# Storia di Gioia del Colle
La storia di Gioia del Colle si fa risalire al VII secolo a.C., epoca a cui risalgono i primi insediamenti nella vicina località di Monte Sannace, il più importante centro dei Peuceti. Distrutto l'abitato in epoca romana, la località viene abbandonata per diversi secoli, finché risorge attorno ad un fortilizio di origine bizantina, poi trasformato in castello in epoca normanna, che rappresenta il primo nucleo dell'odierna cittadina di Gioia del Colle. Gioia ha poi visto la presenza di numerose dominazioni, come svevi, angioini e aragonesi, per seguire poi il corso della storia del Regno di Napoli fino al 1860, quando divenne città del Regno d'Italia.

## Origini del nome
Difficilmente si può affermare che l'attuale abitato derivi da quello che sorse e prosperò nell'area di Monte Sannace. Per giunta, di questo abitato non si conosce il nome; qualcuno pensa che si tratti della Thuriae citata da Tito Livio, la quale rimanda all'odierna cittadina di Turi piuttosto che a Gioia del Colle.
Altre fonti indicano come origine del nome Joha, riduzione del cognome Joannakis, famiglia bizantina presente in questi luoghi in età medioevale. Secondo altri potrebbe derivare da Iovis, ossia Giove, forse perché nelle credenze popolari il luogo era sacro alla divinità.
Altre origini del nome sfumano nella leggenda, secondo una di queste: una nobile signora era in viaggio da Taranto a Bari per andare da suo marito,  a metà strada si dovette fermare in una locanda. La mattina seguente si accorse di aver perso una gioia della collana e andò nella foresta vicina a cercarla; alla fine la trovò, ma prima di dormire vide che tutte le altre erano sparite. Andò a cercarle e, nel luogo in cui le trovò fece costruire la sua abitazione; in seguito altre persone costruirono la propria là vicino, formando una piccola città su una collina.
Dal 16 agosto 1862 al toponimo Gioia fu associato dal Colle per differenziarlo da altri simili e col tempo divenne infine Gioia del Colle.

## Le origini a Monte Sannace
Le più antiche origini di Gioia del Colle risalgono al VII secolo a.C., quando un primo insediamento di Peuceti si stabilì sulla collina di Monte Sannace, come evidenziato dal Parco archeologico di Monte Sannace.
La città si sviluppò rapidamente, fino a raggiungere un'estensione di 847 000 m² e a proteggersi con ben quattro (o forse cinque) circuiti di mura. Durante le guerre puniche i Peuceti decisero di mantenersi neutrali nello scontro tra Romani e Cartaginesi e l'abitato venne distrutto.

## Periodo bizantino
Verso il VII secolo d.C. sorsero nella zona rurale disabitata alcune chiese, intorno alle quali si stabilirono piccoli insediamenti di pastori. Alla metà del IX secolo le incursioni saracene spinsero la popolazione ad insediarsi lontano dalle vie di comunicazione più battute, là dove la boscaglia era più fitta, costituendo il primo nucleo dell'attuale abitato gioiese, con una prima fortificazione.

## Periodo normanno

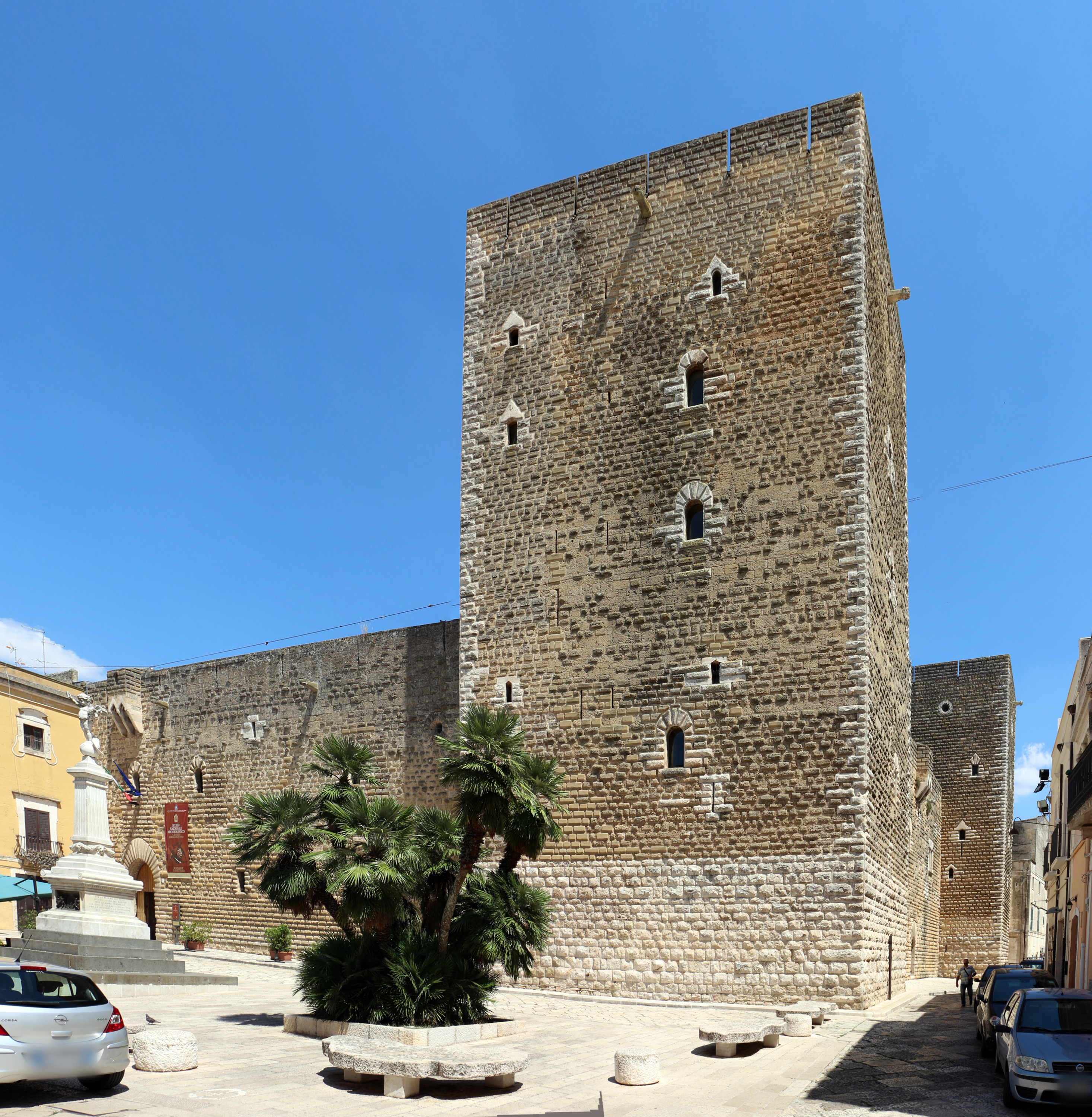
Il castello normanno-svevo fu eretto nell'XI secolo su fortificazioni bizantine.

Alla fine dell'XI secolo i Normanni conquistarono ai Bizantini l'Italia meridionale. Gioia del Colle venne assegnata al conte Riccardo d'Altavilla, nipote di Roberto il Guiscardo, successivamente nominato siniscalco dei duchi di Puglia. Il conte Riccardo fece erigere un castello sulle fortificazioni di origine bizantina e la chiesa madre, inizialmente intitolata a san Pietro, che si contrapponeva alla chiesa greca di Santa Sofia (attuale Sant'Andrea), posta al centro del borgo gioiese. La chiesa venne poi donata, sempre da Riccardo, alla Chiesa di San Nicolò di Bari nel 1108, assieme ad una cospicua quantità di terre, seguita poi dal castello nel 1111 con gli abitanti e le terre circostanti.

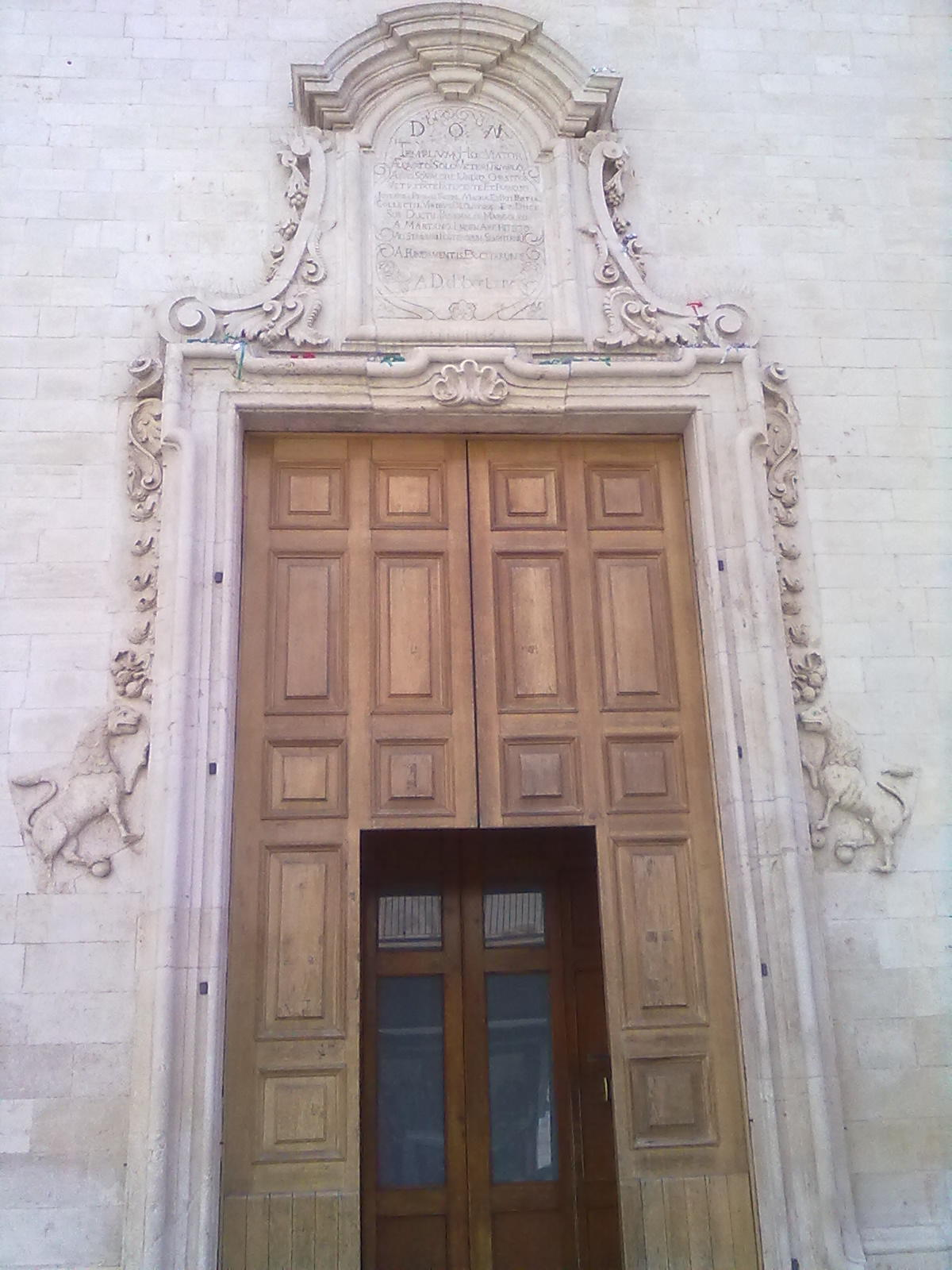
La cornice del portone della chiesa madre originaria dell'XI secolo.

A Riccardo il siniscalco succedettero altri signori normanni. Durante la dominazione normanne furono mantenute le vecchie istituzioni bizantine. Venne costruita una casa ospedaliera, posta probabilmente fuori dal centro abitato.
Dopo la rivolta filo-bizantina del 1155-1156 Guglielmo I il Malo rase al suolo le città che lo avevano tradito, tra cui Bari e Gioia del Colle.

## Periodo svevo
L'abitato risorse quando Federico II di Svevia, succeduto alla dinastia normanna rifondò il castello nel 1230, di ritorno dalla sesta crociata. Il castello venne utilizzato per la caccia nei numerosi boschi della zona.
Una leggenda riguarda la relazione di Federico II con Bianca Lancia, che gli avrebbe partorito il figlio Manfredi nelle segrete del castello gioiese, dove era stata rinchiusa probabilmente perché rea di tradimento.

## Periodo angioino
Dopo la sconfitta di Manfredi nella battaglia di Benevento del 1266 da parte di Carlo I d'Angiò, Gioia passò sotto il principato di Taranto.
In questo periodo furono realizzate diverse opere pubbliche, ad opera soprattutto della locale famiglia D'Andrano: l'ospedale e la contigua chiesa di San Francesco, che, durante il suo passaggio nella città nel 1220, ne avrebbe posto la prima pietra.

## Periodo aragonese

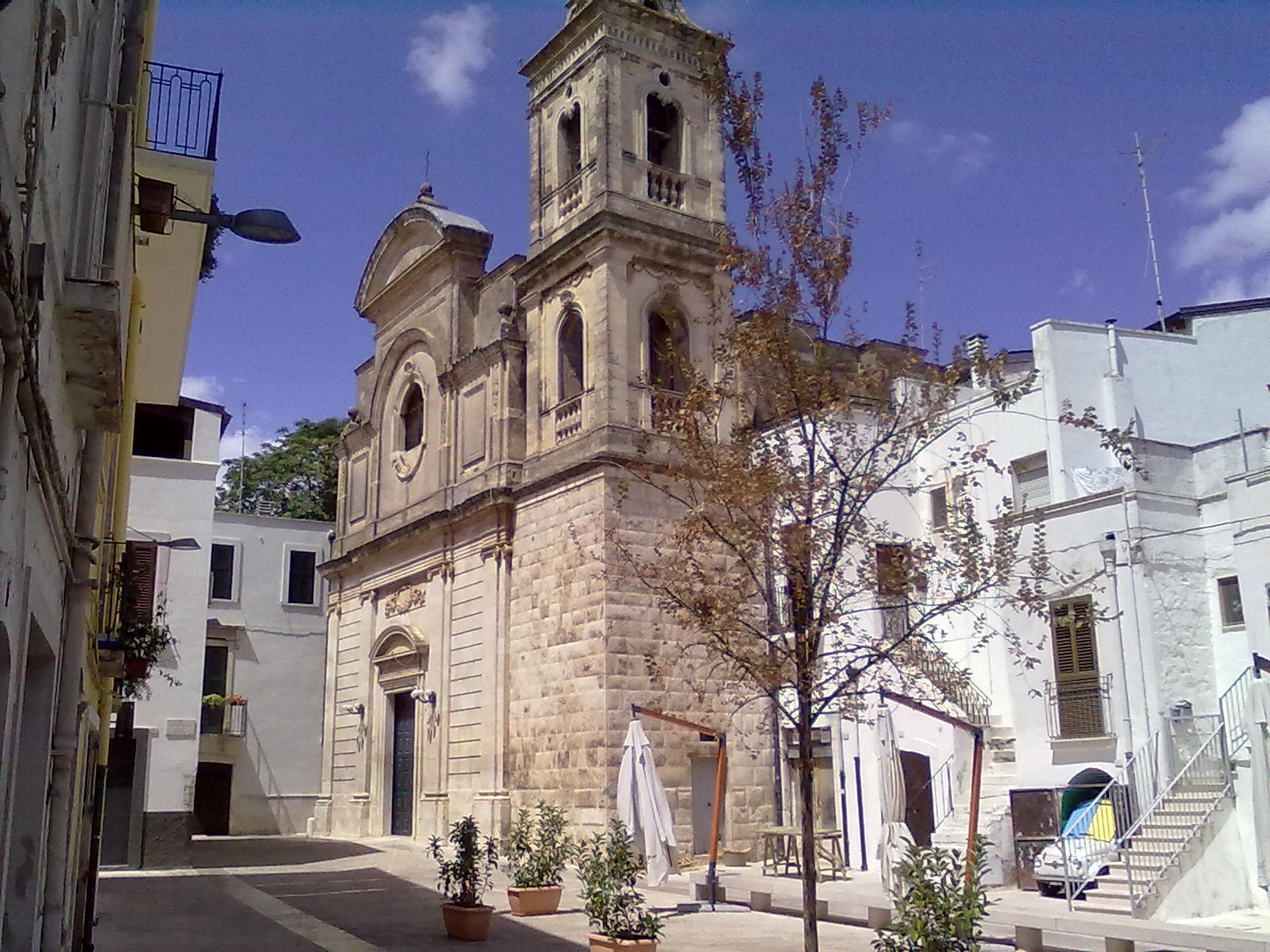
Piazza Livia con la chiesa di Sant’Angelo: il quartiere fu costruito dagli Schiavoni di Bartolomeo Paoli.

Dopo la conquista del Regno di Napoli da parte di Alfonso V d'Aragona nel 1442, Giovanni Antonio Orsini del Balzo che aveva sostenuto l'aragonese riuscì a strappare il ducato di Bari e la contea di Conversano (cui Gioia faceva parte) ad Antonio Caldora, figlio di Giacomo. Questi, non avendo eredi legittimi, lasciò in dote alla figlia Caterina la contea di Conversano con Bitetto, Casamassima, Castellana, Gioia, Noci e Turi. Caterina sposò nel 1456 Giulio Antonio I Acquaviva d'Aragona, duca di Atri, dando origine alla signoria degli Acquaviva d’Aragona su Gioia.
Alla prima metà del XV secolo risale la costruzione, per opera di Federico De Silva, della chiesa e convento di San Domenico, oggi sede del municipio. In questo periodo si ebbero una pestilenza nel 1522 e le carestie del 1570 e del 1611.
Durante la prima metà del XVI secolo, si insediarono a Gioia gli Schiavoni (popolo proveniente dalla Schiavonia, in fuga dalle invasioni ottomane nei Balcani) e la loro guida, Bartolomeo Paoli, fece costruire la chiesa di Sant'Angelo (allora intitolata a Santa Maria di Costantinopoli), nonché un intero borgo nel centro abitato che, dal nome della moglie, chiamò Livia, dotandolo anche di un ospedale.

## Periodo spagnolo e borbonico
Il feudo di Gioia assieme a quello di Acquaviva erano passati nel 1614 al marchese Paride Pinelli, acquistati per 366.000 ducati, e dopo la sua morte, nel 1623, venne acquistato dai banchieri genovesi De Mari nel 1644. Durante il vicereame spagnolo, con il principe di Assigliano Carlo I De Mari, che fissò la sua dimora ad Acquaviva delle Fonti, iniziò il dominio della famiglia De Mari, che durò fino al 1806, anno in cui venne abolito ogni diritto feudale.
A questo periodo risale la costruzione della chiesa di San Rocco, invocato dai gioiesi per placare la pestilenza del 1656 e da allora compatrono assieme a San Filippo Neri, che si vuole abbia salvato Gioia dal terremoto del 1731.
Fame, miseria, peste e terremoti ridussero il numero della popolazione che tra il XVI e il XVIII secolo difficilmente superò le duemila unità.
La comunità gioiese più di una volta rivendicò i propri diritti e il governo vicereale li riconobbe legittimi nella seconda metà del XVII secolo.

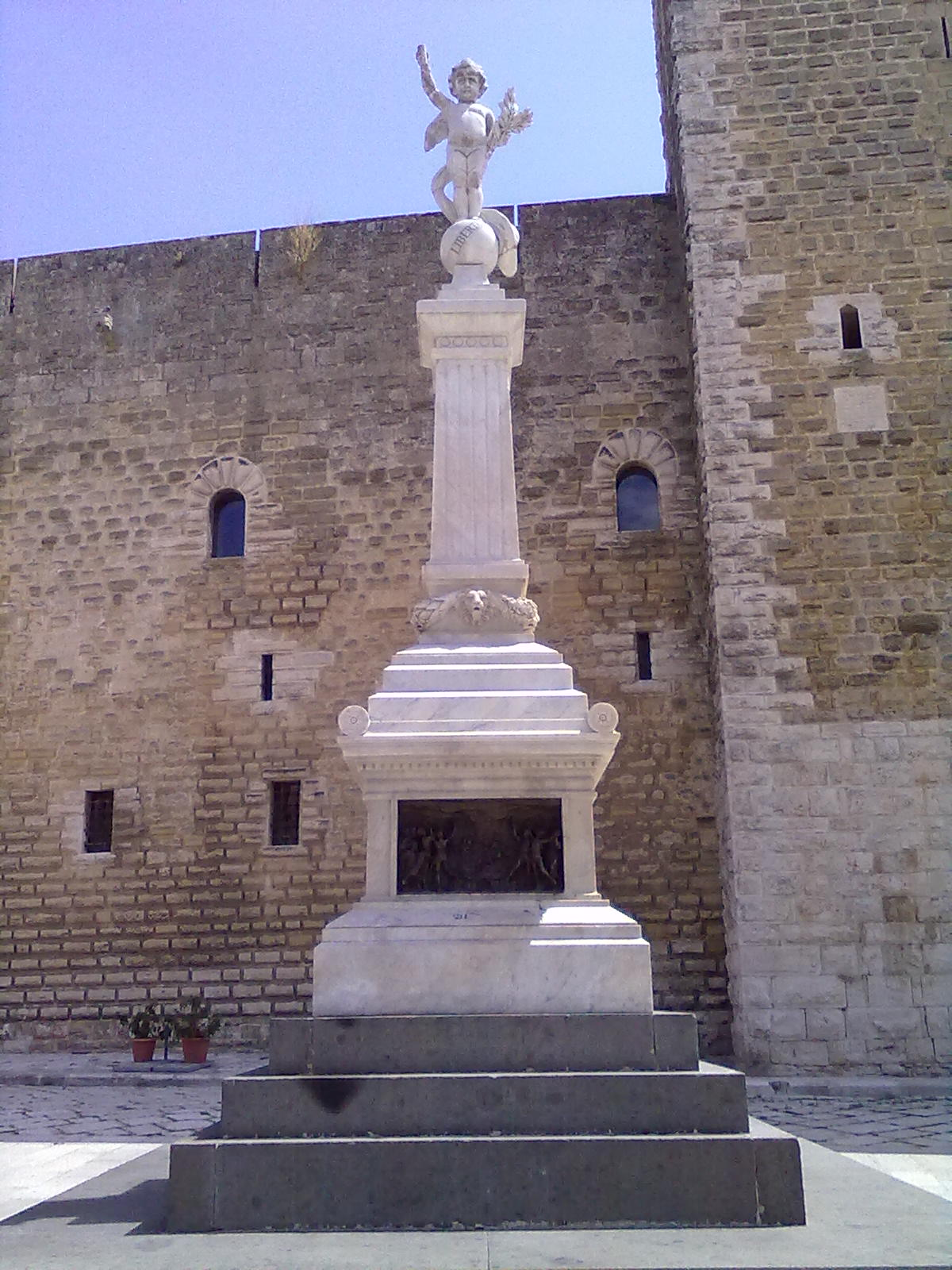
Il monumento ai martiri del 1799.

Quando scoppiò la rivoluzione contro i Borboni e fu proclamata la Repubblica napoletana, i Gioiesi si schierarono dalla parte dei sanfedisti contro gli insorti liberali, bruciando vivi quelli che erano stati rinchiusi nelle carceri del castello in attesa del processo (i fratelli Del Re, Calabrese, Losito, Petrera e Basile). Si unirono inoltre alle truppe del cardinale Fabrizio Ruffo, saccheggiando i paesi e le terre vicine. Di quel triste 1799 resta un monumento ai martiri eretto all'inizio del XX secolo nella piazza antistante il castello.
| 1089-1122 | Riccardo Siniscalco                                                                                 |
| 1122-1140 | Roberto Brizio                                                                                      |
| 1122-1165 | Roberto Persilingo                                                                                  |
| 1166-1178 | Roberto Sperlingo                                                                                   |
| 1178-1192 | Goffredo Gentile                                                                                    |
| 1192-1196 | Regia Corte normanno-sveva                                                                          |
| 1196      | Regia Corte (Roberto castellano di Gioia)                                                           |
| 1197-1250 | Regia Corte sveva                                                                                   |
| 1268      | Giovanni de Clariaco                                                                                |
| 1269-1318 | Giovanni Molise (e famiglia)                                                                        |
| 1327-1339 | Bartolomeo da Capua                                                                                 |
| 1340-1347 | Niccolò Spinelli da Giovinazzo                                                                      |
| 1348-1400 | Niccolò Acciajuoli (e famiglia)                                                                     |
| 1415      | Luca Spinelli                                                                                       |
| 1416      | Regia Corte                                                                                         |
| 1417      | Giovanella Gesualdo (moglie di Domenico Attendolo Sforza dei Conti di Cotignola, capitano di Gioia) |
| 1434-1440 | Giacomo Caldora                                                                                     |
| 1440-1463 | Giovanni Antonio Orsini del Balzo, principe di Taranto e duca di Bari                               |
| 1464-1481 | Giulio Antonio I Acquaviva d'Aragona, conte di San Flaviano e duca d'Atri                           |
| 1481-1511 | Andrea Matteo III Acquaviva d'Aragona, duca d'Atri                                                  |
| 1511-1564 | Giannantonio Donato Acquaviva d'Aragona, conte di Gioia                                             |
| 1564-1592 | Giovanni Girolamo I Acquaviva d'Aragona                                                             |
| 1592-1597 | Alberto Acquaviva d'Aragona                                                                         |
| 1597-1613 | Giosia Acquaviva d'Aragona                                                                          |
| 1614-1623 | Paride Pinelli, marchese di Civita Sant'Angelo                                                      |
| 1624-1663 | Regia Corte                                                                                         |
| 1664-1697 | Carlo I De Mari, marchese (poi principe) di Assigliano                                              |
| 1697-1740 | Carlo II De Mari                                                                                    |
| 1740-1780 | Giambattista De Mari                                                                                |
| 1780-1806 | Carlo III De Mari                                                                                   |

## La Restaurazione e il Regno delle Due Sicilie
Dopo la restaurazione dei Borbone sul trono nel 1815, a Gioia si formarono gruppi carbonari e massonici, che parteciparono attivamente ai moti del 1820-1821. Quelli del 1848 furono soprattutto un'occasione per rivendicare la divisione dei terreni demaniali.
Un'epidemia di colera colpì Gioia nel 1837, mietendo in pochi giorni centinaia di vittime, riempiendo sepolcri delle chiese e il camposanto da poco ultimato, detto quindi "dei colerosi" . Anche in quest'occasione i Gioiesi si appellarono a San Rocco e, cessata l'epidemia in pochi giorni, restaurarono la vecchia cappella per grazia ricevuta.

## Periodo unitario

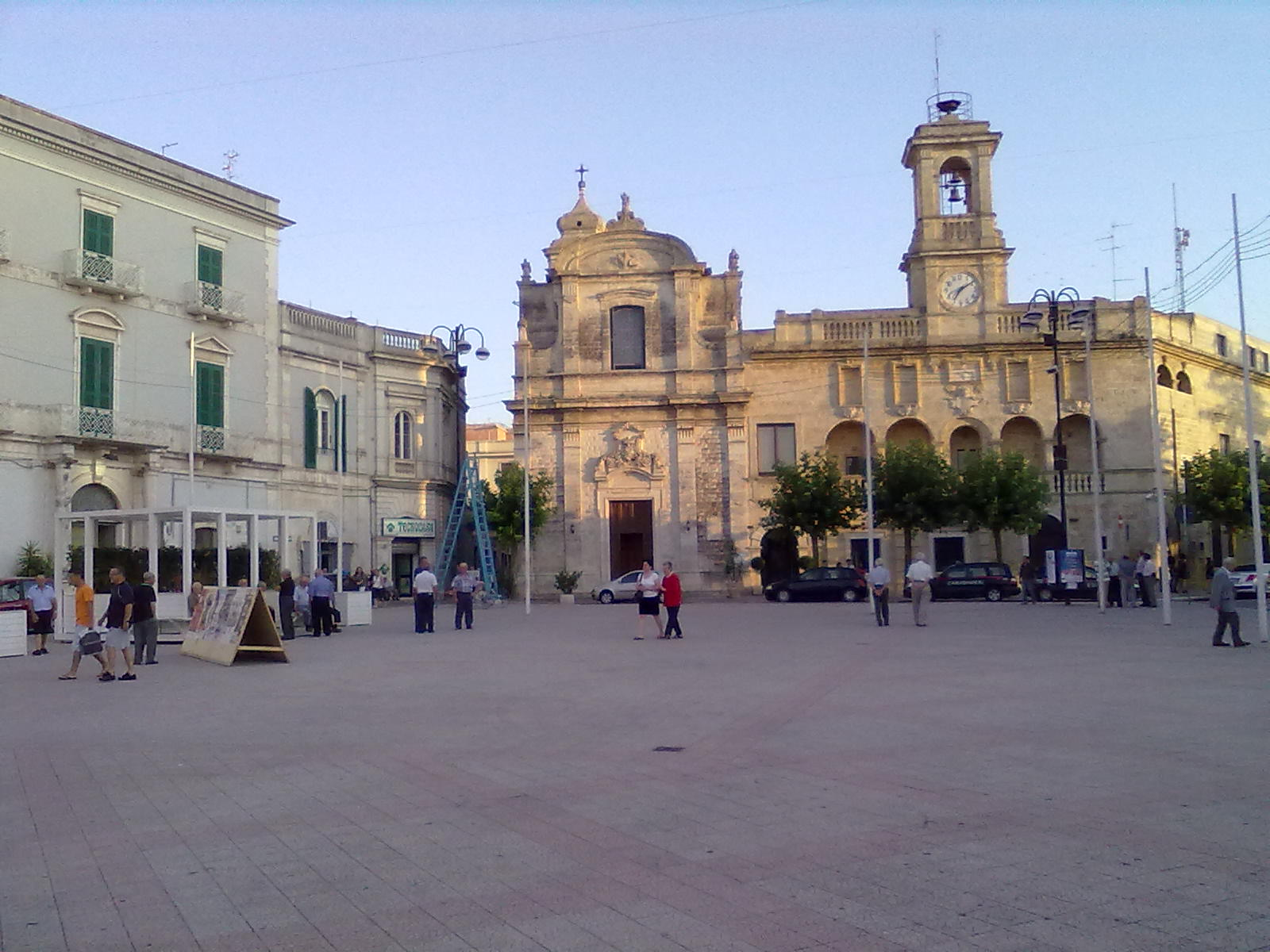
Piazza Plebiscito: nel 1860 i gioiesi vi vennero convocati per decidere l'annessione al regno Sabaudo.

Con l'annessione al Regno d'Italia nel 1861, anche a Gioia si ebbe il fenomeno del brigantaggio. Nel contesto gioiese emerse la figura di Pasquale Domenico Romano, noto come Sergente Romano, il quale, scioltosi l'esercito borbonico, cominciò ad organizzare un movimento segreto finalizzato alla restaurazione della dinastia borbonica. Ben presto il Sergente Romano riuscì a riunire circa 200 uomini in armi, perlopiù ex-soldati borbonici, con i quali riuscì a infliggere duri colpi al regolare Regio esercito per circa due anni, finché nel 1863 fu accerchiato e ucciso a sciabolate da un ufficiale piemontese; il corpo sfigurato fu quindi appeso per i piedi ed esposto nella piazza dei Martiri del 1799.
In questo periodo si colloca l'attività del brillante architetto gioiese Cristoforo Pinto (1837 – 1915), che realizzò molte opere nel territorio comunale. Tra queste si citano molte residenze gentilizie (villa Colombo, masseria Gigante, villa Cassano, palazzi Nico e Romano, palazzo Surico e altre) oltre a diversi edifici pubblici: il restauro del cimitero (1881-1893), il progetto della torre dell'orologio di palazzo San Francesco (1884), nonché la progettazione del macello comunale, del mulino Excelsior Pagano e della scuola elementare Mazzini. A Pinto va attribuita anche la facciata della chiesa di Santa Lucia, realizzata negli anni '10.

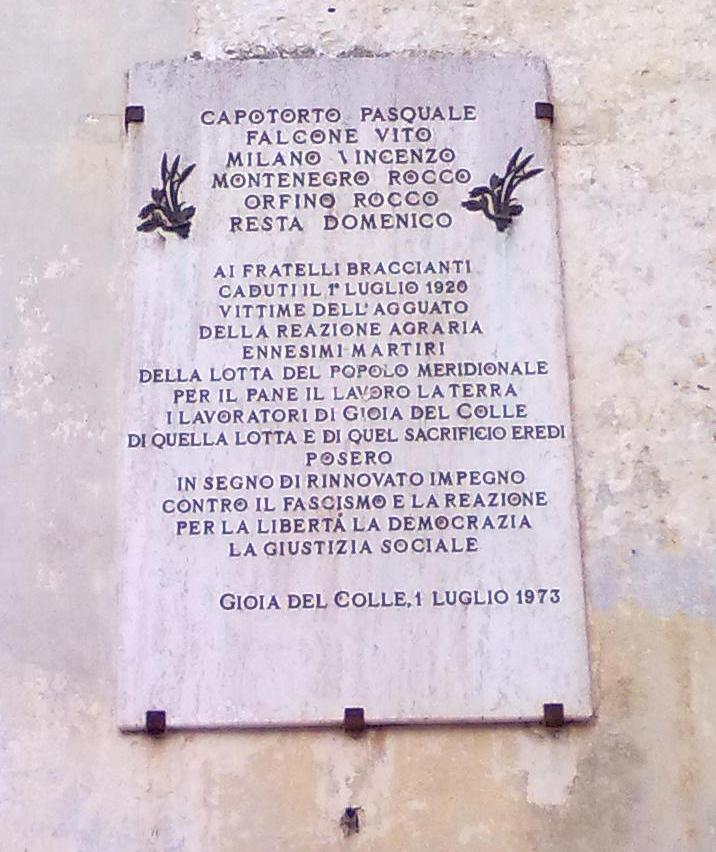
La targa commemorativa dei fatti di Marzagaglia del 1920.

Il 1º luglio 1920, si ebbe la strage di Marzagaglia, durante la quale 6 braccianti vennero uccisi. Il giorno successivo si ebbero le morti di tre possidenti terrieri.